# Clypeasteroida
Clypeasteroida är en ordning av sjöborrar. Arter som ingår i denna ordning har i motsats till andra sjöborrar mycket små taggar.